# Bożena Siwek
Bożena Siwek, coniugata Haglauer (Vaŭkavysk, 1º febbraio 1939), è un'ex cestista polacca.

## Carriera
Con la Polonia ha disputato i Campionati mondiali del 1959 e i Campionati europei del 1964.